# 기총
기총(騎銃, 프랑스어: carabine 카빈[*])은 소총(라이플)이나 보총(머스킷)보다 총신이 짧은 장총이다. 대부분의 기총은 소총의 총신을 짧게 만든 개량형이며, 원판인 소총과 동종의 탄약을 사용한다.
기총은 소총이나 보총보다 크기가 작고 무게가 가벼워 다루기 쉽다. 때문에 화약시대 기병들이 주로 다루는 것으로 운용이 시작되었고, 이에 기총이라는 이름이 붙었다. 기총을 주로 다룬 화약시대 기병을 총기병(카비니어)이라 한다. 오늘날 기총식 총은 특수부대, 공수부대 등 고기동성 병력이나 축소된 소총만을 필요로하는 비보병 인원들이 장비한다.